# Emergency 2012
Emergency 2012 (oryg. tytuł w jęz. niem. Emergency 2012 - Die Welt am Abgrund, tytuł w jęz. ang. Emergency 2012: The Quest for Peace) – komputerowa strategiczna gra czasu rzeczywistego, wyprodukowana przez Quadriga Games i wydana przez firmę Deep Silver, dnia 29 października 2010. Jest to piąta część serii Emergency.

## Rozgrywka
- 12 różnych misji (m.in. katastrofy, wypadki, zamachy terrorystyczne w wielu miastach europy: Berlin, Frankfurt, Hamburg, Monachium, Innsbruck)
- system zróżnicowanej pogody oraz pory dnia (dzień-noc)
- tryb gry wieloosobowej – wolnej gry, w której gracz będzie mógł zarządzać swoją jednostką, kupować samochody itp.
- tryb gry wieloosobowej kooperacji dla 4 osób
- samouczek[3]